# Kiowa, Oklahoma
Kiowa är en ort i Pittsburg County i delstaten Oklahoma, USA.